# Piotr Niedzielski
Piotr Niedzielski (ur. 12 stycznia 1991 w Poznaniu) – polski zawodnik mieszanych sztuk walki (MMA) oraz zapaśnik walczący w stylu klasycznym. Były mistrz Babilon MMA w wadze lekkiej. W latach 2022–2023 zawodnik Bellator MMA. Obecnie związany z Cave MMA.

## Życiorys
Przygodę ze sportem zaczął w wieku 11 lat w zapaśniczym klubie sportowym Sobieski Poznań. Po 8 latach rozpoczął treningi MMA w klubie Gamenes Team Poznań, dzięki czemu zadebiutował w zawodowych starciach w tej formule. Następnie w klubie Ankos MMA, a aktualnie trenuje w klubie Czerwony Smok. Niedzielski jest wielokrotnym medalistą Mistrzostw Polski oraz turniejów rangi międzynarodowej w zapasach.

## Kariera MMA

### Wczesna kariera
Niedzielski zawodowy debiut zaliczył 25 kwietnia 2010 na gali RDP – K-1 Against Drugs, gdzie zwyciężył walkę w pierwszej rundzie, poddając Mikołaja Żukowskiego gilotyną.
W drugiej walce wziął udział w turnieju Areny Berserkerów wagi lekkiej, przegrywając ćwierćfinałową walkę po dwóch pięciorundowych rundach ze szczecinianinem, Kamilem Gniadkiem.
Kolejne pięć starć wygrał, w tym 3 przez poddania rywali.
Dwie następne walki stoczył w Dublinie oraz Bad Vöslau. Obie przegrał m.in. z Chorwatem, Luką Jelčiciem i Mołdawianinem, Valeriu Mirceą.
10 grudnia 2016 na gali Slugfest 9 we Wrześni wygrał przez TKO z Czechem, Martinem Hajtmarem, który nie został dopuszczony przez lekarza do trzeciej rundy, ze względu na rozcięcie nad prawym okiem.
18 lutego 2017 podczas gali Poznań Fight Night: Mecz Bokserski Polska vs. Niemcy, technicznie znokautował w parterze Kacpra Koziorzębskiego.
W Chorzowie na Spartan Fight 7 uległ decyzją jednogłośną po trzech rundach Alanowi Langerowi.
14 października 2017 podczas Gali Sportów Walki w Międzychodzie 8 wygrał jednogłośnie z doświadczonym Litwinem, Sauliusem Buciusem.

### Babilon MMA i dwie walki na innych galach
W 2018 roku związał się na dłużej z Babilon MMA, jednak w międzyczasie występował na dwóch innych galach.
8 czerwca 2018 na Babilon MMA 4 wygrał przez TKO z czołowym polskim zawodnikiem wagi półśredniej oraz lekkiej, Mateuszem Zawadzkim, stopując go lewym kopnięciem w okolice korpusu oraz zasypując ciosami w parterze.
27 października 2018 na Gali Sportów Walki w Międzychodzie 9: Welcome to Hell poddał w pierwszej odsłonie gilotyną Mateusza Strzelczyka.
W powrocie dla Babilon MMA podczas gali z numerkiem 7 pokonał na przestrzeni trzech rund Ukraińca, Aleksandra Gorszecznika.
Równe 4 miesiące później znokautował kopnięciem na korpus Litwina, Ričardasa Vaičysa. Walka odbyła się na Poznań Fight Show Night.
Trzy następne walki zwyciężał na galach Babilon MMA. 16 sierpnia 2019 w Pruszkowie podczas Babilon MMA 9 pokonał na przestrzeni trzech rund niepokonanego przed pojedynkiem Brazylijczyka, Uellitona Silvę. Następnie w Łomży na Babilon MMA 12 udusił gilotyną w pierwszej rundzie innego zawodnika pochodzącego z kraju Kawy, Marcosa Schmitza. To starcie było oficjalnym eliminatorem do walki o pas.
W grudniu 2020 roku miał stoczyć walkę dla czesko-słowackiej federacji Oktagon MMA, jednak przeciwnik Niedzielskiego, Ivan Buchinger wypadł z tego starcia. W związku z brakiem znalezienia zastępstwa dla Niedzielskiego, ten także został zdjęty z karty gali Oktagon 20.
Niedzielski będąc na passie 8 zwycięstw z rzędu, w tym 4 dla organizacji Babilon MMA, w kolejnej walce zawalczył o pas mistrzowski wagi lekkiej. Podczas gali Babilon MMA 24 zdobył ten tytuł, nokautując mocnym lewym prostym Ukraińca, Iwana Wułczina.

### Bellator MMA i Cave MMA
W 2022 roku podpisał kontrakt z czołową, amerykańską federacją Bellator MMA. Trzy dni później „Niedziela” ogłosił, że zmienia kategorię wagową na piórkową. Debiut Niedzielskiego dla nowego pracodawcy odbył się 6 maja 2022 (Bellator 280) w stolicy Francji, gdzie spotkał się z Portugalczykiem, Pedro Carvalho. Po 15 minutach pojedynku zwyciężył niejednogłośnie na punkty (29-28, 29-28, 28-29).
Oczekiwano, że 18 listopada 2022 w drugiej walce dla Bellator MMA miał zmierzyć się z Brazylijczykiem Killysą Motą, jednak ten nie zgodził się na limit wagowy kategorii piórkowej, w której obecnie walczy Niedzielski. Walka została anulowana.
25 lutego 2023 podczas gali Bellator 291 w Dublinie zmierzył się z Richie Smullenem. Przegrał niejednogłośną decyzją sędziowską.
Trzeci pojedynek pod banderą federacji Bellator MMA stoczył 12 maja 2023 podczas paryskiej gali Bellator 296. Rywalem Niedzielskiego był reprezentant Francji, Yves Landu. Przegrał jednogłośną decyzją sędziów, którzy wskazali zwycięstwo jednogłośnie w stosunku 3 x 29-28 dla Francuza.
23 września 2023 podczas gali Bellator 299 w Dublinie, wszedł na zastępstwo za Walijczyka, Martina McDonough'ta i zawalczył z niepokonanym Rosjaninem, Chasanem Magomiedszaripowem. W drugiej rundzie został poddany duszeniem trójkątnym rękoma. Dla Niedzielskiego był to ostatni występ w organizacji Bellator MMA.

### Walki w Hiszpanii i UAE Warriors
W styczniu 2024 roku organizacja Cave MMA za pośrednictwem mediów społecznościowych ogłosiła zakontraktowanie Piotra Niedzielskiego. Debiut dla nowego pracodawcy odnotował 1 marca 2024 gali Cave MMA 4: Blood Circle, na której zmierzył się z Gruzinem, Levanem Kirtadze. Zwyciężył przez niejednogłośną decyzję sędziów, powracając na zwycięskie tory. Starcie to odbyło się w kategorii lekkiej, do której Niedzielski ogłosił powrót.
W kwietniu 2024 roku Niedzielski za pomocą Instagrama zapowiedział przygotowania do swojej drugiej walki dla Cave MMA, która była pierwotnie planowana na wrzesień, jednak organizacja Cave MMA przeniosła występ Niedzielskiego na późniejszy termin. Niedzielski z menadżerem za zgodą Cave MMA wynegocjował stoczenie jednej walki poza organizacją.
24 sierpnia 2024 na gali War MMA 3 - World Athlete Radical 3, która odbyła się w hiszpańskim mieście Benidorm, stoczył walkę z reprezentantem Brazylii, Felipe Maią. Już w pierwszej rundzie poddał rywala duszeniem gilotynowym. Do rewanżu zawodników doszło na kolejnej gali War MMA, która odbyła się 5 kwietnia 2025 w Kartagenie. Pierwotnie „Niedziela” na tym wydarzeniu miał zawalczyć z Donovanem Desmae, jednak Belg wypadł z powodu kontuzji. Niedzielski ponownie pokonał Maię w pierwszej rundzie, jednak tym razem przez nokaut kopnięciem na wątrobę.
Podczas gali UAE Warriors 60, która odbyła się 13 czerwca 2025 w Abu Zabi, skrzyżował rękawice z niepokonanym Ukraińcem, Władysławem Rudniewem. Uległ rywalowi przez jednogłośną decyzję sędziowską.

## Osiągnięcia

### Zapasy
- 2009: 5. miejsce – Młodzieżowe Mistrzostwa Polski, kat. 66 kg, junior (20), (Piotrków Trybunalski)[44]
- 2013: 3. miejsce – Młodzieżowe Mistrzostwa Polski, kat. 74 kg, młodzieżowiec (23), (Janów Lubelski)[45]

### Brazylijskie jiu-jitsu
- Mistrz Polski w brazylijskim jiu-jitsu
- 2016: 4. miejsce – VI Pucharu Polski No-Gi, kat. -73,5 kg, purpurowe pasy[46]

### Mieszane sztuki walki
- Babilon MMA
  - 2021-2022: Mistrz Babilon MMA w wadze lekkiej[47]

## Lista zawodowych walk w MMA
| Wynik     | Bilans | Przeciwnik (bilans przed walką) | Rozstrzygnięcie                                                            | Runda | Czas | Rozgrywki                                             | Data       | Miejsce          | Uwagi                                                                            |
| --------- | ------ | ------------------------------- | -------------------------------------------------------------------------- | ----- | ---- | ----------------------------------------------------- | ---------- | ---------------- | -------------------------------------------------------------------------------- |
| Przegrana | 20-8   | Władysław Rudniew (10-0)        | Decyzja (jednogłośna)                                                      | 3     | 5:00 | UAE Warriors 60                                       | 13.06.2025 | Abu Zabi         | Limit umowny -74 kg.                                                             |
| Wygrana   | 20-7   | Felipe Maia (15-10)             | KO (kopnięcie na korpus)                                                   | 1     | 0:57 | War MMA 5                                             | 05.04.2025 | Kartagena        | Walka w wadze półsredniej.                                                       |
| Wygrana   | 19-7   | Felipe Maia (15-9)              | Poddanie (duszenie gilotynowe)                                             | 1     | 0:44 | War MMA 3                                             | 24.08.2024 | Benidorm         | Walka w wadze półsredniej. Co-Main Event                                         |
| Wygrana   | 18-7   | Levan Kirtadze (13-2)           | Decyzja (niejednogłośna)                                                   | 3     | 5:00 | Cave MMA 4: Blood Circle                              | 01.03.2024 | Jastrzębie-Zdrój | Debiut w Cave MMA. Powrót do wagi lekkiej. Co-Main Event                         |
| Przegrana | 17-7   | Chasan Magomiedszaripow (8-0)   | Poddanie (duszenie trójkątne rękoma)                                       | 2     | 3:58 | Bellator 299: Eblen vs. Edwards                       | 23.09.2023 | Dublin           |                                                                                  |
| Przegrana | 17-6   | Yves Landu (18-9)               | Decyzja (jednogłośna)                                                      | 3     | 5:00 | Bellator 296: Mousasi vs. Edwards                     | 12.05.2023 | Paryż            |                                                                                  |
| Przegrana | 17-5   | Richie Smullen (9-2-1)          | Decyzja (niejednogłośna)                                                   | 3     | 5:00 | Bellator 291: Amosov vs. Storley                      | 25.02.2023 | Dublin           |                                                                                  |
| Wygrana   | 17-4   | Pedro Carvalho (12-5)           | Decyzja (niejednogłośna)                                                   | 3     | 5:00 | Bellator 280: Bader vs. Kongo 2                       | 06.05.2022 | Paryż            | Debiut w Bellator MMA. Przejście do wagi piórkowej                               |
| Wygrana   | 16-4   | Iwan Wułczin (11-4)             | KO (lewy prosty)                                                           | 2     | 0:45 | Babilon MMA 24: Niedzielski vs. Vulchin               | 17.09.2021 | Żyrardów         | Zdobył pas mistrzowski Babilon MMA w wadze lekkiej. Main Event                   |
| Wygrana   | 15-4   | Marcos Schmitz (17-6)           | Poddanie (duszenie gilotynowe)                                             | 1     | 3:53 | Babilon MMA 12: Pawlak vs. Błeszyński                 | 07.02.2020 | Łomża            | Eliminator do walki o pas mistrzowski Babilon MMA w wadze lekkiej. Co-Main Event |
| Wygrana   | 14-4   | Uelliton Silva (6-0)            | Decyzja (jednogłośna)                                                      | 3     | 5:00 | Babilon MMA 9: Kita vs. Oliveira                      | 16.08.2019 | Pruszków         |                                                                                  |
| Wygrana   | 13-4   | Ričardas Vaičys (3-7)           | KO (kopnięcie na korpus)                                                   | 1     | 0:47 | Poznań Fight Show Night                               | 25.05.2019 | Poznań           | Limit umowny -79 kg                                                              |
| Wygrana   | 12-4   | Aleksandr Gorszecznik (11-2)    | Decyzja (jednogłośna)                                                      | 3     | 5:00 | Babilon MMA 7: Kita vs. Głuchowski                    | 25.01.2019 | Żyrardów         |                                                                                  |
| Wygrana   | 11-4   | Mateusz Strzelczyk (8-6-1)      | Poddanie (duszenie gilotynowe)                                             | 1     | ?    | Gala Sportów Walki w Międzychodzie 9: Welcome to Hell | 27.10.2018 | Międzychód       | Limit umowny -78 kg. Co-Main Event                                               |
| Wygrana   | 10-4   | Mateusz Zawadzki (13-3-2)       | TKO (kopnięcie na korpus i ciosy pięściami w parterze)                     | 2     | 3:23 | Babilon MMA 4: Kołecki vs. Cuk                        | 08.06.2018 | Ełk              | Walka w wadze półśredniej                                                        |
| Wygrana   | 9-4    | Saulius Bucius (13-12-1)        | Decyzja (jednogłośna)                                                      | 3     | 5:00 | Gala Sportów Walki w Międzychodzie 8                  | 14.10.2017 | Międzychód       | Limit umowny -73 kg                                                              |
| Przegrana | 8-4    | Alan Langer (8-6)               | Decyzja (jednogłośna)                                                      | 3     | 5:00 | Spartan Fight 7: Browarski vs. Siwy                   | 01.04.2017 | Chorzów          |                                                                                  |
| Wygrana   | 8-3    | Kacper Koziorzębski (2-0)       | TKO (ciosy pięściami w parterze)                                           | 1     | 1:05 | Poznań Fight Night: Mecz Bokserski Polska vs. Niemcy  | 18.02.2017 | Poznań           |                                                                                  |
| Wygrana   | 7-3    | Martin Hajtmar (2-4)            | TKO (niezdolność rywala do kontynuowania walki – przerwanie przez lekarza) | 2     | 5:00 | Slugfest 9 – Września                                 | 10.12.2016 | Września         |                                                                                  |
| Przegrana | 6-3    | Valeriu Mircea (15-3)           | Decyzja (jednogłośna)                                                      | 3     | 5:00 | WFC 20: Exclusive Fight Night                         | 27.08.2016 | Bad Vöslau       | Bonus za walkę wieczoru.                                                         |
| Przegrana | 6-2    | Luka Jelčić (6-2)               | Poddanie (duszenie zza pleców)                                             | 1     | ?    | TEF – Total Extreme Fighting 1                        | 09.04.2016 | Dublin           | Walka o pas mistrzowski TEF w wadze lekkiej. Main Event                          |
| Wygrana   | 6-1    | Péter Akors Váradi (1-1)        | Poddanie (duszenie trójkątne rękoma)                                       | 3     | 0:58 | PKM – Pawel Kaminski Memorial 4                       | 07.11.2015 | Gniezno          | Main Event                                                                       |
| Wygrana   | 5-1    | Michał Mokrý (3-4)              | Decyzja (jednogłośna)                                                      | 3     | 5:00 | Slugfest 4: Murowana Goslina                          | 06.06.2015 | Murowana Goślina | Limit umowny -72 kg. Co-Main Event                                               |
| Wygrana   | 4-1    | Marcin Mazurek (0-2)            | Poddanie (duszenie gilotynowe)                                             | 1     | 2:15 | Arena Berserkerów 7: Exped Cup                        | 14.03.2015 | Szczecin         |                                                                                  |
| Wygrana   | 3-1    | Wojciech Marjański (0-0-1)      | Poddanie (duszenie gilotynowe)                                             | 2     | 1:04 | Slugfest 2 – Września                                 | 13.12.2014 | Września         | Co-Main Event                                                                    |
| Wygrana   | 2-1    | Sergiusz Uzarek (0-0)           | Decyzja (większościowa)                                                    | 3     | 5:00 | PKM – Pawel Kaminski Memorial 3                       | 25.10.2014 | Gniezno          |                                                                                  |
| Przegrana | 1-1    | Kamil Gniadek (5-2)             | Decyzja (jednogłośna)                                                      | 2     | 5:00 | Arena Berserkerów 6: Exped Cup                        | 07.06.2014 | Police           | Ćwierćfinał turnieju Areny Berserkerów w wadze lekkiej.                          |
| Wygrana   | 1-0    | Mikołaj Żukowski (0-0)          | Poddanie (duszenie gilotynowe)                                             | 1     | 2:06 | RDP – K-1 Against Drugs                               | 25.04.2010 | Luboń            |                                                                                  |